# Babkinite
La babkinite è un minerale.